# IV liga polska w piłce nożnej (2010/2011)
IV liga 2010/2011 – 3. edycja rozgrywek piątego poziomu ligowego piłki nożnej mężczyzn w Polsce po reorganizacji lig w 2008. Rozgrywki toczone były w 19 grupach, z których dwa najlepsze zespoły (w przypadku 2 grup na terenie województwa tylko zwycięzcy grup) awansowały do III ligi, natomiast najsłabsze drużyny zostały relegowane do odpowiedniej terytorialnie klasy okręgowej.

## Grupa I (dolnośląska)

### Drużyny
| Uczestnicy poprzedniej edycji                                                                                 | Uczestnicy poprzedniej edycji | Uczestnicy poprzedniej edycji | Uczestnicy poprzedniej edycji |
| --- | ----------------------------- | ----------------------------- | ----------------------------- |
| SZZ | MKS Szczawno Zdrój            | 4                             |                               |
| KJA | Kuźnia Jawor                  | 5                             |                               |
| PRO | Prochowiczanka Prochowice     | 6                             |                               |
| KON | Konfeks Legnica               | 7                             |                               |
| JEL | Karkonosze Jelenia Góra       | 8                             |                               |
| PUM | Puma Pietrzykowice            | 9                             |                               |
| KOB | GKS Kobierzyce                | 10                            |                               |
| BBO | BKS Bobrzanie Bolesławiec     | 11                            |                               |
| ML2 | Miedź II Legnica              | 121                           |                               |
| Spadek z II ligi 2009/2010                                                                                    |                               |                               |                               |
| grupa zachodnia                                                                                               |                               |                               |                               |
| ŚLZ | Ślęza Wrocław                 | 162                           |                               |
| Awans z klasy okręgowej 2009/2010                                                                             |                               |                               |                               |
| grupa Jelenia Góra                                                                                            |                               |                               |                               |
| ZAW | Piast Zawidów                 | 1                             |                               |
| grupa Legnica                                                                                                 |                               |                               |                               |
| CH2 | Chrobry II Głogów             | 1                             |                               |
| SZC | Orkan Szczedrzykowice         | 2                             |                               |
| grupa Wałbrzych                                                                                               |                               |                               |                               |
| BIE | Bielawianka Bielawa           | 1                             |                               |
| grupa Wrocław                                                                                                 |                               |                               |                               |
| STS | Strzelinianka Strzelin        | 1                             |                               |
| ŻMI | Piast Żmigród                 | 2                             |                               |
| Oznaczenia: - kolumna pierwsza – skróty nazw drużyn, - kolumna trzecia – miejsce zajęte w poprzednim sezonie. |                               |                               |                               |

Objaśnienia:
1. Chrobry Nowogrodziec wycofał się po zakończeniu poprzedniego sezonu, w związku z czym utrzymała się Miedź II Legnica.
2. Ślęza Wrocław po spadku z II ligi nie otrzymała licencji na grę w III lidze, w związku z czym przystąpiła do rozgrywek IV ligi.

### Tabela
| Lp. | Drużyna                           | M  | Z  | R  | P  | Bramki | Bramki | Różn. | Pkt | Uwagi                       | Bezpośrednio                |
| --- | --------------------------------- | -- | -- | -- | -- | ------ | ------ | ----- | --- | --------------------------- | --------------------------- |
| 1   | Prochowiczanka Prochowice (M) (A) | 30 | 19 | 6  | 5  | 61     | 31     | +30   | 63  | Awans do III ligi           |                             |
| 2   | Bielawianka Bielawa (A)           | 30 | 17 | 6  | 7  | 74     | 30     | +44   | 57  | Awans do III ligi           |                             |
| 3   | Miedź II Legnica                  | 30 | 16 | 5  | 9  | 67     | 44     | +23   | 53  |                             |                             |
| 4   | Strzelinianka Strzelin            | 30 | 15 | 6  | 9  | 59     | 38     | +21   | 51  |                             |                             |
| 5   | GKS Kobierzyce                    | 30 | 14 | 8  | 8  | 46     | 37     | +9    | 50  |                             |                             |
| 6   | Ślęza Wrocław                     | 30 | 14 | 6  | 10 | 40     | 42     | −2    | 48  |                             |                             |
| 7   | Orkan Szczedrzykowice             | 30 | 11 | 8  | 11 | 47     | 43     | +4    | 41  |                             |                             |
| 8   | Karkonosze Jelenia Góra           | 30 | 11 | 7  | 12 | 34     | 34     | 0     | 40  | JEL - KON 2:0 KON - JEL 1:1 |                             |
| 9   | Konfeks Legnica                   | 30 | 11 | 7  | 12 | 54     | 59     | −5    | 40  | JEL - KON 2:0 KON - JEL 1:1 |                             |
| 10  | Piast Żmigród                     | 30 | 11 | 6  | 13 | 37     | 33     | +4    | 39  |                             |                             |
| 11  | Piast Zawidów                     | 30 | 9  | 8  | 13 | 47     | 54     | −7    | 35  |                             |                             |
| 12  | Puma Pietrzykowice                | 30 | 9  | 7  | 14 | 46     | 61     | −15   | 34  |                             |                             |
| 13  | BKS Bobrzanie Bolesławiec (S)     | 30 | 7  | 12 | 11 | 41     | 39     | +2    | 33  | Spadek do klasy okręgowej   | BBO - KJA 0:0 KJA - BBO 2:2 |
| 14  | Kuźnia Jawor (S)                  | 30 | 10 | 3  | 17 | 38     | 63     | −25   | 33  | Spadek do klasy okręgowej   | BBO - KJA 0:0 KJA - BBO 2:2 |
| 15  | Chrobry II Głogów (S)             | 30 | 9  | 3  | 18 | 41     | 81     | −40   | 30  | Spadek do klasy okręgowej   |                             |
| 16  | MKS Szczawno Zdrój (S)            | 30 | 6  | 4  | 20 | 21     | 64     | −43   | 22  | Spadek do klasy okręgowej   |                             |

## Grupa II (kujawsko-pomorska)

### Drużyny
| Uczestnicy poprzedniej edycji                                                                                 | Uczestnicy poprzedniej edycji | Uczestnicy poprzedniej edycji | Uczestnicy poprzedniej edycji |
| --- | ----------------------------- | ----------------------------- | ----------------------------- |
| SUB | Sparta/Unifreeze Brodnica     | 32                            |                               |
| CUI | Cuiavia Inowrocław            | 4                             |                               |
| UNW | Unia Wąbrzeźno                | 5                             |                               |
| DBB | Dąb Barcin                    | 6                             |                               |
| FZŁ | Flisak Złotoria               | 7                             |                               |
| STR | Start Radziejów               | 8                             |                               |
| UGN | Unia Gniewkowo                | 9                             |                               |
| LUB | LTP Lubanie                   | 10                            |                               |
| OSI | Grom Osie                     | 131                           |                               |
| Spadek z III ligi 2009/2010                                                                                   |                               |                               |                               |
| grupa II |                               |                               |                               |
| LCH | Legia Chełmża                 | 14                            |                               |
| ZDR | Zdrój Ciechocinek             | 15                            |                               |
| GOP | Goplania Inowrocław           | 16                            |                               |
| Awans z klasy okręgowej 2009/2010                                                                             |                               |                               |                               |
| grupa kujawsko-pomorska I                                                                                     |                               |                               |                               |
| SKR | Krajna Sępólno Krajeńskie     | 1                             |                               |
| CHC | Chełminianka Chełmno          | 2                             |                               |
| grupa kujawsko-pomorska II                                                                                    |                               |                               |                               |
| PGM | Pogoń Mogilno                 | 1                             |                               |
| NŁA | Noteć Łabiszyn                | 2                             |                               |
| Oznaczenia: - kolumna pierwsza – skróty nazw drużyn, - kolumna trzecia – miejsce zajęte w poprzednim sezonie. |                               |                               |                               |

Objaśnienia:
1. Unifreeze Miesiączkowo i Gwiazda Bydgoszcz wycofały się po zakończeniu poprzedniego sezonu, w związku z czym w IV lidze utrzymał się Grom Osie.
2. Spart Brodnica połączyła się z Unifreeze Miesiączkowo, w wyniku czego powstała Sparta/Unifreeze Brodnica.

### Tabela
| Lp. | Drużyna                           | M  | Z  | R | P  | Bramki | Bramki | Różn. | Pkt | Uwagi                       | Bezpośrednio                |
| --- | --------------------------------- | -- | -- | - | -- | ------ | ------ | ----- | --- | --------------------------- | --------------------------- |
| 1   | Sparta/Unifreeze Brodnica (M) (A) | 30 | 25 | 2 | 3  | 67     | 17     | +50   | 77  | Awans do III ligi           | SUB - CUI 2:0 CUI - SUB 3:1 |
| 2   | Cuiavia Inowrocław (A)            | 30 | 25 | 2 | 3  | 97     | 25     | +72   | 77  | Awans do III ligi           | SUB - CUI 2:0 CUI - SUB 3:1 |
| 3   | Flisak Złotoria                   | 30 | 15 | 6 | 9  | 50     | 37     | +13   | 51  |                             |                             |
| 4   | Pogoń Mogilno                     | 30 | 14 | 8 | 8  | 53     | 30     | +23   | 50  |                             |                             |
| 5   | Chełminianka Chełmno              | 30 | 13 | 7 | 10 | 54     | 49     | +5    | 46  | CHC - SKR 3:2 SKR - CHC 1:1 |                             |
| 6   | Krajna Sępólno Krajeńskie         | 30 | 13 | 7 | 10 | 53     | 36     | +17   | 46  | CHC - SKR 3:2 SKR - CHC 1:1 |                             |
| 7   | Unia Gniewkowo                    | 30 | 11 | 7 | 12 | 36     | 43     | −7    | 40  |                             |                             |
| 8   | Grom Osie                         | 30 | 12 | 3 | 15 | 53     | 53     | 0     | 39  |                             |                             |
| 9   | Legia Chełmża                     | 30 | 11 | 5 | 14 | 40     | 52     | −12   | 38  |                             |                             |
| 10  | Start Radziejów                   | 30 | 10 | 7 | 13 | 43     | 53     | −10   | 37  |                             |                             |
| 11  | Noteć Łabiszyn                    | 30 | 10 | 5 | 15 | 53     | 80     | −27   | 35  |                             |                             |
| 12  | LTP Lubanie                       | 30 | 8  | 8 | 14 | 49     | 62     | −13   | 32  | LUB - DBB 2:1 DBB - LUB 0:0 |                             |
| 13  | Dąb Barcin (S)                    | 30 | 8  | 8 | 14 | 44     | 62     | −18   | 32  | LUB - DBB 2:1 DBB - LUB 0:0 | Spadek do klasy okręgowej   |
| 14  | Zdrój Ciechocinek (S)             | 30 | 7  | 6 | 17 | 47     | 71     | −24   | 27  |                             | Spadek do klasy okręgowej   |
| 15  | Goplania Inowrocław (S)           | 30 | 7  | 5 | 18 | 28     | 54     | −26   | 26  |                             | Spadek do klasy okręgowej   |
| 16  | Unia Wąbrzeźno (S)                | 30 | 3  | 7 | 20 | 36     | 79     | −43   | 16  |                             | Spadek do klasy okręgowej   |

## Grupa III (lubelska)

### Drużyny
| Uczestnicy poprzedniej edycji                                                                                 | Uczestnicy poprzedniej edycji | Uczestnicy poprzedniej edycji | Uczestnicy poprzedniej edycji |
| --- | ----------------------------- | ----------------------------- | ----------------------------- |
| ORŁ | Orlęta Łuków                  | 3                             |                               |
| SKR | Start Krasnystaw              | 4                             |                               |
| LLU | Lewart Lubartów               | 5                             |                               |
| LUB | Lublinianka Lublin            | 6                             |                               |
| BUB | BKS Unia Bełżyce              | 7                             |                               |
| NIE | Orion Niedrzwica Duża         | 8                             |                               |
| REF | Sparta Rejowiec Fabryczny     | 9                             |                               |
| JAL | Janowianka Janów Lubelski     | 11                            |                               |
| RSZ | Roztocze Szczebrzeszyn        | 12                            |                               |
| HMI | Huragan Międzyrzec Podlaski   | 131,3                         |                               |
| Spadek z III ligi 2009/2010                                                                                   |                               |                               |                               |
| grupa VIII |                               |                               |                               |
| KRA | Stal Kraśnik                  | 14                            |                               |
| ORP | Orlęta Radzyń Podlaski        | 15                            |                               |
| Awans z klasy okręgowej 2009/2010                                                                             |                               |                               |                               |
| grupa Biała Podlaska                                                                                          |                               |                               |                               |
| DSŁ | Dwernicki Stoczek Łukowski    | 2                             |                               |
| grupa Chełm                                                                                                   |                               |                               |                               |
| WŁO | Włodawianka Włodawa           | 1                             |                               |
| grupa Lublin                                                                                                  |                               |                               |                               |
| WIE | Wieniawa Lublin               | 1                             |                               |
| grupa Zamość                                                                                                  |                               |                               |                               |
| HTY | Huczwa Tyszowce               | 1                             |                               |
| Oznaczenia: - kolumna pierwsza – skróty nazw drużyn, - kolumna trzecia – miejsce zajęte w poprzednim sezonie. |                               |                               |                               |

Objaśnienia:
1. Łada Biłgoraj wycofała się po zakończeniu poprzedniego sezonu, dzięki czemu utrzymał się Huragan Międzyrzec Podlaski.
2. GLKS Rokitno zrezygnowało z awansu, w związku z czym awansował Dwernicki Stoczek Łukowski.
3. Huragan Międzyrzec Podlaski wycofał się po rundzie jesiennej.

### Tabela
| Lp. | Drużyna                        | M  | Z  | R  | P  | Bramki | Bramki | Różn. | Pkt | Uwagi                       | Bezpośrednio |
| --- | ------------------------------ | -- | -- | -- | -- | ------ | ------ | ----- | --- | --------------------------- | ------------ |
| 1   | Orlęta Radzyń Podlaski (M) (A) | 30 | 22 | 4  | 4  | 94     | 20     | +74   | 70  | Awans do III ligi           |              |
| 2   | Stal Kraśnik (A)               | 30 | 20 | 5  | 5  | 66     | 25     | +41   | 65  | Awans do III ligi           |              |
| 3   | Orlęta Łuków                   | 30 | 18 | 5  | 7  | 51     | 22     | +29   | 59  |                             |              |
| 4   | Lublinianka Lublin2            | 30 | 18 | 4  | 8  | 50     | 32     | +18   | 58  | Drużyna wycofana            |              |
| 5   | Lewart Lubartów                | 30 | 16 | 7  | 7  | 46     | 20     | +26   | 55  |                             |              |
| 6   | Włodawianka Włodawa            | 30 | 15 | 8  | 7  | 46     | 34     | +12   | 53  |                             |              |
| 7   | Huczwa Tyszowce                | 30 | 16 | 4  | 10 | 57     | 46     | +11   | 52  |                             |              |
| 8   | Roztocze Szczebrzeszyn         | 30 | 13 | 5  | 12 | 41     | 26     | +15   | 44  |                             |              |
| 9   | Sparta Rejowiec Fabryczny      | 30 | 11 | 7  | 12 | 36     | 39     | −3    | 40  |                             |              |
| 10  | BKS Unia Bełżyce               | 30 | 12 | 3  | 15 | 35     | 41     | −6    | 39  |                             |              |
| 11  | Wieniawa Lublin                | 30 | 9  | 10 | 11 | 43     | 36     | +7    | 37  |                             |              |
| 12  | Janowianka Janów Lubelski      | 30 | 9  | 6  | 15 | 28     | 40     | −12   | 33  | JAL - SKR 1:0 SKR - JAL 1:0 |              |
| 13  | Start Krasnystaw2              | 30 | 10 | 3  | 17 | 35     | 60     | −25   | 33  | JAL - SKR 1:0 SKR - JAL 1:0 |              |
| 14  | Orion Niedrzwica Duża2         | 30 | 6  | 6  | 18 | 22     | 48     | −26   | 24  |                             |              |
| 15  | Dwernicki Stoczek Łukowski (S) | 30 | 2  | 2  | 26 | 12     | 110    | −98   | 8   | Spadek do klasy okręgowej   |              |
| 16  | Huragan Międzyrzec Podlaski1   | 30 | 1  | 5  | 24 | 14     | 77     | −63   | 8   | Drużyna wycofana            |              |

## Grupa IV (lubuska)

### Drużyny
| Uczestnicy poprzedniej edycji                                                                                 | Uczestnicy poprzedniej edycji | Uczestnicy poprzedniej edycji | Uczestnicy poprzedniej edycji |
| --- | ----------------------------- | ----------------------------- | ----------------------------- |
| OŚN | Spójnia Ośno Lubuskie         | 3                             |                               |
| SPR | Sprotavia Szprotawa           | 4                             |                               |
| WAS | Warta Słońsk                  | 5                             |                               |
| KKO | Korona Kożuchów               | 6                             |                               |
| DOB | Błękitni Dobiegniew           | 7                             |                               |
| CZE | Piast Czerwieńsk              | 8                             |                               |
| BOD | Odra Bytom Odrzański          | 9                             |                               |
| PKN | Piast Karnin                  | 10                            |                               |
| SGR | Sparta Grabik                 | 11                            |                               |
| Spadek z III ligi 2009/2010                                                                                   |                               |                               |                               |
| grupa VIII |                               |                               |                               |
| VIT | Vitrosilicon-Intra Iłowa      | 141                           |                               |
| TKO | Tęcza Krosno Odrzańskie       | 15                            |                               |
| ŁSK | Łucznik Strzelce Krajeńskie   | 16                            |                               |
| Awans z klasy okręgowej 2009/2010                                                                             |                               |                               |                               |
| grupa Gorzów Wielkopolski                                                                                     |                               |                               |                               |
| BLU | Błękitni Lubno                | 1                             |                               |
| SKW | Pogoń Skwierzyna              | 2                             |                               |
| grupa Zielona Góra                                                                                            |                               |                               |                               |
| ŁĘK | ŁKS Łęknica                   | 1                             |                               |
| CGU | Carina Gubin                  | 2                             |                               |
| Oznaczenia: - kolumna pierwsza – skróty nazw drużyn, - kolumna trzecia – miejsce zajęte w poprzednim sezonie. |                               |                               |                               |

Objaśnienia:
1. Vitrosilicon Iłowa zmienił nazwę na Vitrosilicon-Intra Iłowa.

### Tabela
| Lp. | Drużyna                     | M  | Z  | R  | P  | Bramki | Bramki | Różn. | Pkt | Uwagi                                                         | Bezpośrednio |
| --- | --------------------------- | -- | -- | -- | -- | ------ | ------ | ----- | --- | ------------------------------------------------------------- | ------------ |
| 1   | Pogoń Skwierzyna1 (M)       | 30 | 21 | 2  | 7  | 65     | 26     | +39   | 65  |                                                               |              |
| 2   | Spójnia Ośno Lubuskie1      | 30 | 18 | 7  | 5  | 73     | 44     | +29   | 61  |                                                               |              |
| 3   | Odra Bytom Odrzański        | 30 | 15 | 6  | 9  | 65     | 54     | +11   | 51  |                                                               |              |
| 4   | Sprotavia Szprotawa         | 30 | 13 | 11 | 6  | 46     | 26     | +20   | 50  | SPR - PKN 2:0 PKN - SPR 0:0                                   |              |
| 5   | Piast Karnin                | 30 | 13 | 11 | 6  | 53     | 29     | +24   | 50  | SPR - PKN 2:0 PKN - SPR 0:0                                   |              |
| 6   | ŁKS Łęknica2                | 30 | 14 | 6  | 10 | 53     | 46     | +7    | 48  | Drużyna wycofana                                              |              |
| 7   | Korona Kożuchów             | 30 | 12 | 8  | 10 | 51     | 49     | +2    | 44  |                                                               |              |
| 8   | Vitrosilicon-Intra Iłowa    | 30 | 12 | 6  | 12 | 38     | 33     | +5    | 42  |                                                               |              |
| 9   | Błękitni Lubno              | 30 | 10 | 10 | 10 | 40     | 50     | −10   | 40  | BLU: 6 pkt, różn. +1 ŁSK: 5 pkt, różn. -1 SGR: 4 pkt, różn. 0 |              |
| 10  | Łucznik Strzelce Krajeńskie | 30 | 10 | 10 | 10 | 33     | 39     | −6    | 40  | BLU: 6 pkt, różn. +1 ŁSK: 5 pkt, różn. -1 SGR: 4 pkt, różn. 0 |              |
| 11  | Sparta Grabik               | 30 | 11 | 7  | 12 | 62     | 58     | +4    | 40  | BLU: 6 pkt, różn. +1 ŁSK: 5 pkt, różn. -1 SGR: 4 pkt, różn. 0 |              |
| 12  | Tęcza Krosno Odrzańskie2    | 30 | 12 | 2  | 16 | 38     | 54     | −16   | 38  |                                                               |              |
| 13  | Piast Czerwieńsk (S)        | 30 | 10 | 4  | 16 | 50     | 50     | 0     | 34  | Spadek do klasy okręgowej                                     |              |
| 14  | Warta Słońsk (S)            | 30 | 7  | 8  | 15 | 30     | 53     | −23   | 29  | Spadek do klasy okręgowej                                     |              |
| 15  | Błękitni Dobiegniew (S)     | 30 | 6  | 6  | 18 | 29     | 64     | −35   | 24  | Spadek do klasy okręgowej                                     |              |
| 16  | Carina Gubin (S)            | 30 | 3  | 2  | 25 | 24     | 75     | −51   | 11  | Spadek do klasy okręgowej                                     |              |

## Grupa V (łódzka)

### Drużyny
| Uczestnicy poprzedniej edycji                                                                                 | Uczestnicy poprzedniej edycji | Uczestnicy poprzedniej edycji | Uczestnicy poprzedniej edycji |
| --- | ----------------------------- | ----------------------------- | ----------------------------- |
| USK | Unia Skierniewice             | 3                             |                               |
| WKŁ | Włókniarz Konstantynów Łódzki | 4                             |                               |
| STR | Zjednoczeni Stryków           | 5                             |                               |
| PAJ | Zawisza Pajęczno              | 6                             |                               |
| WI2 | Widzew II Łódź                | 7                             |                               |
| PAR | KS Paradyż                    | 8                             |                               |
| ŁK2 | ŁKS II Łódź                   | 9                             |                               |
| US2 | UKS SMS II Łódź               | 101                           |                               |
| WOY | Woy Bukowiec Opoczyński       | 11                            |                               |
| RZG | Zawisza Rzgów                 | 12                            |                               |
| WLŃ | WKS Wieluń                    | 13                            |                               |
| BZG | Boruta Zgierz                 | 14                            |                               |
| Spadek z III ligi 2009/2010                                                                                   |                               |                               |                               |
| grupa VI |                               |                               |                               |
| OMG | Omega Kleszczów               | 12                            |                               |
| PEZ | Pogoń-Ekolog Zduńska Wola     | 15                            |                               |
| Awans z klasy okręgowej 2009/2010                                                                             |                               |                               |                               |
| grupa Łódź |                               |                               |                               |
| ZGI | Włókniarz Zgierz              | 1                             |                               |
| grupa Piotrków Trybunalski                                                                                    |                               |                               |                               |
| LTM | Lechia Tomaszów Mazowiecki    | 1                             |                               |
| grupa Sieradz                                                                                                 |                               |                               |                               |
| WDZ | Warta Działoszyn              | 1                             |                               |
| grupa Skierniewice                                                                                            |                               |                               |                               |
| OCI | Orlęta Cielądz                | 1                             |                               |
| Oznaczenia: - kolumna pierwsza – skróty nazw drużyn, - kolumna trzecia – miejsce zajęte w poprzednim sezonie. |                               |                               |                               |

Objaśnienia:
1. UKS SMS II Łódź wycofał się po rundzie jesiennej.

### Tabela
| Lp. | Drużyna                        | M  | Z  | R  | P  | Bramki | Bramki | Różn. | Pkt | Uwagi                                                         | Bezpośrednio                |
| --- | ------------------------------ | -- | -- | -- | -- | ------ | ------ | ----- | --- | ------------------------------------------------------------- | --------------------------- |
| 1   | Omega Kleszczów (M) (A)        | 34 | 25 | 6  | 3  | 84     | 27     | +57   | 81  | Awans do III ligi                                             |                             |
| 2   | Zawisza Rzgów (A)              | 34 | 23 | 4  | 7  | 63     | 23     | +40   | 73  | Awans do III ligi                                             |                             |
| 3   | Woy Bukowiec Opoczyński        | 34 | 20 | 8  | 6  | 63     | 28     | +35   | 68  |                                                               |                             |
| 4   | Lechia Tomaszów Mazowiecki     | 34 | 19 | 5  | 10 | 55     | 29     | +26   | 62  |                                                               |                             |
| 5   | Włókniarz Zgierz               | 34 | 16 | 8  | 10 | 49     | 42     | +7    | 56  |                                                               |                             |
| 6   | KS Paradyż                     | 34 | 16 | 5  | 13 | 62     | 38     | +24   | 53  |                                                               |                             |
| 7   | Warta Działoszyn               | 34 | 14 | 10 | 10 | 48     | 42     | +6    | 52  | WDZ: 6 pkt, różn. +2 PAJ: 4 pkt, różn. 0 PEZ: 3 pkt, różn. -2 |                             |
| 8   | Zawisza Pajęczno               | 34 | 15 | 7  | 12 | 56     | 49     | +7    | 52  | WDZ: 6 pkt, różn. +2 PAJ: 4 pkt, różn. 0 PEZ: 3 pkt, różn. -2 |                             |
| 9   | Pogoń-Ekolog Zduńska Wola      | 34 | 14 | 10 | 10 | 57     | 37     | +20   | 52  | WDZ: 6 pkt, różn. +2 PAJ: 4 pkt, różn. 0 PEZ: 3 pkt, różn. -2 |                             |
| 10  | Zjednoczeni Stryków            | 34 | 15 | 2  | 17 | 44     | 55     | −11   | 47  |                                                               |                             |
| 11  | Widzew II Łódź2                | 34 | 13 | 6  | 15 | 55     | 52     | +3    | 45  | Drużyna wycofana                                              |                             |
| 12  | WKS Wieluń                     | 34 | 12 | 7  | 15 | 41     | 51     | −10   | 43  |                                                               |                             |
| 13  | Boruta Zgierz2                 | 34 | 12 | 6  | 16 | 43     | 54     | −11   | 42  |                                                               |                             |
| 14  | Włókniarz Konstantynów Łódzki3 | 34 | 11 | 8  | 15 | 50     | 63     | −13   | 41  |                                                               |                             |
| 15  | Orlęta Cielądz (S)             | 34 | 11 | 5  | 18 | 43     | 79     | −36   | 38  | Spadek do klasy okręgowej                                     |                             |
| 16  | Unia Skierniewice (S)          | 34 | 6  | 6  | 22 | 28     | 58     | −30   | 24  | Spadek do klasy okręgowej                                     | STR - ŁK2 2:1 ŁK2 - STR 2:1 |
| 17  | ŁKS II Łódź4                   | 34 | 7  | 3  | 24 | 35     | 78     | −43   | 24  | Drużyna wycofana                                              | STR - ŁK2 2:1 ŁK2 - STR 2:1 |
| 18  | UKS SMS II Łódź1               | 34 | 3  | 2  | 29 | 13     | 84     | −71   | 11  | Drużyna wycofana                                              |                             |

## Grupa VI (małopolska)

### Drużyny
| Uczestnicy poprzedniej edycji                                                                                 | Uczestnicy poprzedniej edycji | Uczestnicy poprzedniej edycji | Uczestnicy poprzedniej edycji |
| --- | ----------------------------- | ----------------------------- | ----------------------------- |
| MAN | Lubań Maniowy                 | 4                             |                               |
| OSZ | Orkan Szczyrzyc               | 5                             |                               |
| BAL | Orzeł Balin                   | 6                             |                               |
| OLZ | IKS Olkusz                    | 7                             |                               |
| WWR | Wolania Wola Rzędzińska       | 8                             |                               |
| SIE | Karpaty Siepraw               | 9                             |                               |
| LKM | LKS Mogilany                  | 10                            |                               |
| LIM | Limanovia Limanowa            | 11                            |                               |
| BOC | Bocheński KS                  | 12                            |                               |
| Spadek z III ligi 2009/2010                                                                                   |                               |                               |                               |
| grupa VII |                               |                               |                               |
| HUT | Hutnik Nowa Huta              | 51,2                          |                               |
| MZKS | MZKS Alwernia                 | 15                            |                               |
| GOR | Glinik Gorlice                | 17                            |                               |
| Awans z V ligi 2009/2010                                                                                      |                               |                               |                               |
| grupa Kraków-Wadowice                                                                                         |                               |                               |                               |
| PRE | Przeciszovia Przeciszów       | 1                             |                               |
| LKR | Lotnik Kryspinów              | 2                             |                               |
| grupa Nowy Sącz-Tarnów                                                                                        |                               |                               |                               |
| SNS2 | Sandecja II Nowy Sącz         | 1                             |                               |
| DZA | Dunajec Zakliczyn             | 2                             |                               |
| Oznaczenia: - kolumna pierwsza – skróty nazw drużyn, - kolumna trzecia – miejsce zajęte w poprzednim sezonie. |                               |                               |                               |

Objaśnienia:
1. Hutnik Kraków wycofał się po zakończeniu poprzedniego sezonu III ligi i przystąpił do rozgrywek IV ligi.
2. Hutnik Kraków występuje pod nazwą Hutnik Nowa Huta.

### Tabela
| Lp. | Drużyna                    | M  | Z  | R  | P  | Bramki | Bramki | Różn. | Pkt | Uwagi                       | Bezpośrednio                  |
| --- | -------------------------- | -- | -- | -- | -- | ------ | ------ | ----- | --- | --------------------------- | ----------------------------- |
| 1   | Limanovia Limanowa (M) (A) | 30 | 18 | 9  | 3  | 53     | 20     | +33   | 63  | Awans do III ligi           |                               |
| 2   | Lubań Maniowy (A)          | 30 | 18 | 8  | 4  | 63     | 26     | +37   | 62  | Awans do III ligi           |                               |
| 3   | Sandecja II Nowy Sącz      | 30 | 16 | 7  | 7  | 56     | 34     | +22   | 55  |                             |                               |
| 4   | Orzeł Balin                | 30 | 16 | 6  | 8  | 66     | 29     | +37   | 54  |                             |                               |
| 5   | Hutnik Nowa Huta           | 30 | 14 | 9  | 7  | 47     | 35     | +12   | 51  |                             |                               |
| 6   | Lotnik Kryspinów           | 30 | 14 | 5  | 11 | 45     | 49     | −4    | 47  | LKR - PRE 1:1 PRE - LKR 2:2 |                               |
| 7   | Przeciszovia Przeciszów    | 30 | 13 | 8  | 9  | 46     | 37     | +9    | 47  | LKR - PRE 1:1 PRE - LKR 2:2 |                               |
| 8   | IKS Olkusz                 | 30 | 10 | 11 | 9  | 39     | 42     | −3    | 41  |                             |                               |
| 9   | Orkan Szczyrzyc            | 30 | 11 | 7  | 12 | 42     | 50     | −8    | 40  | OSZ - BOC 3:2 BOC - OSZ 0:0 |                               |
| 10  | Bocheński KS               | 30 | 10 | 10 | 10 | 41     | 39     | +2    | 40  | OSZ - BOC 3:2 BOC - OSZ 0:0 |                               |
| 11  | Karpaty Siepraw            | 30 | 10 | 8  | 12 | 36     | 43     | −7    | 38  | SIE - LKM 1:0 LKM - SIE 1:4 |                               |
| 12  | LKS Mogilany               | 30 | 11 | 5  | 14 | 45     | 39     | +6    | 38  | SIE - LKM 1:0 LKM - SIE 1:4 |                               |
| 13  | Wolania Wola Rzędzińska    | 30 | 10 | 6  | 14 | 45     | 52     | −7    | 36  |                             |                               |
| 14  | Dunajec Zakliczyn          | 30 | 6  | 3  | 21 | 27     | 68     | −41   | 21  |                             |                               |
| 15  | Glinik Gorlice (S)         | 30 | 2  | 9  | 19 | 19     | 59     | −40   | 15  | Spadek do klasy okręgowej   | GOR - MZKS 4:1 MZKS - GOR 2:1 |
| 16  | MZKS Alwernia (S)          | 30 | 4  | 3  | 23 | 20     | 68     | −48   | 15  | Spadek do klasy okręgowej   | GOR - MZKS 4:1 MZKS - GOR 2:1 |

## Grupa VII (mazowiecka południe)

### Drużyny
| Uczestnicy poprzedniej edycji                                                                                 | Uczestnicy poprzedniej edycji | Uczestnicy poprzedniej edycji | Uczestnicy poprzedniej edycji |
| --- | ----------------------------- | ----------------------------- | ----------------------------- |
| grupa mazowiecka południowa                                                                                   |                               |                               |                               |
| MSZ | Mszczonowianka Mszczonów      | 2                             |                               |
| KON | Skra Konstancin Obory         | 3                             |                               |
| GRÓ | Mazowsze Grójec               | 4                             |                               |
| KOZ | KS Kozienice-Janików          | 5                             |                               |
| PGM | Pogoń Grodzisk Mazowiecki     | 6                             |                               |
| JGA | Sparta Jazgarzew              | 7                             |                               |
| PIL | Pilica Białobrzegi            | 8                             |                               |
| NZI | Naprzód Zielonki              | 9                             |                               |
| ŁAD | UKS Łady                      | 10                            |                               |
| ZWO | Zwolenianka Zwoleń            | 11                            |                               |
| grupa mazowiecka północna                                                                                     |                               |                               |                               |
| OKĘ | Okęcie Warszawa               | 121                           |                               |
| Awans z klasy okręgowej 2009/2010                                                                             |                               |                               |                               |
| grupa Radom                                                                                                   |                               |                               |                               |
| IŁŻ | Polonia Iłża                  | 1                             |                               |
| ORZ | Orzeł Wierzbica               | 2                             |                               |
| grupa Siedlce                                                                                                 |                               |                               |                               |
| SKÓ | Naprzód Skórzec               | 1                             |                               |
| grupa Warszawa II                                                                                             |                               |                               |                               |
| ŻYR | Żyrardowianka Żyrardów        | 1                             |                               |
| ZPR2 | Znicz II Pruszków             | 23                            |                               |
| Oznaczenia: - kolumna pierwsza – skróty nazw drużyn, - kolumna trzecia – miejsce zajęte w poprzednim sezonie. |                               |                               |                               |

Objaśnienia:
1. Okęcie Warszawa wygrała baraże o utrzymanie w IV lidze z Szydłowianką Szydłowiec.
2. Orzeł Wierzbica wygrał baraże o awans do IV ligi z Amatorem Maszewo.
3. Znicz II Pruszków wygrał baraże o awans do IV ligi z GKP Targówek.

### Tabela
| Lp. | Drużyna                   | M  | Z  | R  | P  | Bramki | Bramki | Różn. | Pkt | Uwagi                                                           | Bezpośrednio |
| --- | ------------------------- | -- | -- | -- | -- | ------ | ------ | ----- | --- | --------------------------------------------------------------- | ------------ |
| 1   | Orzeł Wierzbica (M) (A)   | 30 | 20 | 6  | 4  | 69     | 27     | +42   | 66  | Awans do III ligi                                               |              |
| 2   | Mszczonowianka Mszczonów  | 30 | 18 | 8  | 4  | 47     | 19     | +28   | 62  |                                                                 |              |
| 3   | Mazowsze Grójec           | 30 | 16 | 7  | 7  | 55     | 42     | +13   | 55  |                                                                 |              |
| 4   | Pogoń Grodzisk Mazowiecki | 30 | 16 | 6  | 8  | 59     | 33     | +26   | 54  |                                                                 |              |
| 5   | Pilica Białobrzegi        | 30 | 16 | 4  | 10 | 47     | 34     | +13   | 52  |                                                                 |              |
| 6   | Polonia Iłża              | 30 | 13 | 9  | 8  | 36     | 33     | +3    | 48  |                                                                 |              |
| 7   | KS Kozienice-Janików      | 30 | 11 | 9  | 10 | 44     | 45     | −1    | 42  |                                                                 |              |
| 8   | UKS Łady                  | 30 | 11 | 7  | 12 | 34     | 39     | −5    | 40  | ŁAD: 9 pkt, różn. +1 ZPR2: 6 pkt, różn. +2 ŻYR: 3 pkt, różn. -3 |              |
| 9   | Znicz II Pruszków         | 30 | 13 | 1  | 16 | 60     | 63     | −3    | 40  | ŁAD: 9 pkt, różn. +1 ZPR2: 6 pkt, różn. +2 ŻYR: 3 pkt, różn. -3 |              |
| 10  | Żyrardowianka Żyrardów    | 30 | 10 | 10 | 10 | 41     | 37     | +4    | 40  | ŁAD: 9 pkt, różn. +1 ZPR2: 6 pkt, różn. +2 ŻYR: 3 pkt, różn. -3 |              |
| 11  | Skra Konstancin Obory     | 30 | 11 | 6  | 13 | 34     | 45     | −11   | 39  |                                                                 |              |
| 12  | Naprzód Zielonki          | 30 | 10 | 6  | 14 | 35     | 55     | −20   | 36  |                                                                 |              |
| 13  | Okęcie Warszawa (B)       | 30 | 9  | 4  | 17 | 33     | 45     | −12   | 31  | Baraże o utrzymanie                                             |              |
| 14  | Sparta Jazgarzew (S)      | 30 | 7  | 5  | 18 | 40     | 59     | −19   | 26  | Spadek do klasy okręgowej                                       |              |
| 15  | Zwolenianka Zwoleń (S)    | 30 | 7  | 3  | 20 | 32     | 53     | −21   | 24  | Spadek do klasy okręgowej                                       |              |
| 16  | Naprzód Skórzec (S)       | 30 | 4  | 5  | 21 | 35     | 72     | −37   | 17  | Spadek do klasy okręgowej                                       |              |

### Baraże o utrzymanie
W barażach o utrzymanie brały udział drużyny z 13. miejsc z obu grup mazowieckich IV ligi. Zwycięzca utrzymywał się na tym poziomie rozgrywkowym.
| 23 lipca 2011 | Okęcie Warszawa                                                                   | 4:0   | MKS Ciechanów |  |
|               | 27' Maciej Kowalik · 71' Damian Rożej · 76' Aleksander Eibl · 90' Przemysław Rawa | (1:0) |               |  |

| 26 czerwca 2011 | MKS Ciechanów    | 1:1   | Okęcie Warszawa     |  |
|                 | 11' Patryk Tosik | (1:0) | 70' Aleksander Eibl |  |

Zwycięzca: Okęcie Warszawa
Uwaga!
Pomimo porażki w barażach, MKS Ciechanów utrzymał się ze względu na poszerzenie grupy północnej do 17 drużyn.

## Grupa VIII (mazowiecka północ)

### Drużyny
| Uczestnicy poprzedniej edycji                                                                                 | Uczestnicy poprzedniej edycji | Uczestnicy poprzedniej edycji | Uczestnicy poprzedniej edycji |
| --- | ----------------------------- | ----------------------------- | ----------------------------- |
| MŁA | MKS Mława                     | 2                             |                               |
| BUG | Bug Wyszków                   | 3                             |                               |
| HUT | Hutnik Warszawa               | 4                             |                               |
| MPR | MKS Przasnysz                 | 5                             |                               |
| TPŁ | Tęcza 34 Płońsk               | 6                             |                               |
| SUL | Victoria Sulejówek            | 7                             |                               |
| GLI | Kryształ Glinojeck            | 8                             |                               |
| CIE | MKS Ciechanów                 | 9                             |                               |
| HWO | Huragan Wołomin               | 10                            |                               |
| ŻUR | Wkra Żuromin                  | 11                            |                               |
| Spadek z III ligi 2009/2010                                                                                   |                               |                               |                               |
| grupa VI |                               |                               |                               |
| PUŁ | Nadnarwianka Pułtusk          | 13                            |                               |
| WP2 | Wisła II Płock                | 14                            |                               |
| Awans z klasy okręgowej 2009/2010                                                                             |                               |                               |                               |
| grupa Ciechanów-Ostrołęka                                                                                     |                               |                               |                               |
| IKA | Iskra Krasne                  | 1                             |                               |
| KOS | Korona Ostrołęka              | 21                            |                               |
| grupa Płock                                                                                                   |                               |                               |                               |
| KSE | Kasztelan Sierpc              | 1                             |                               |
| grupa Warszawa I                                                                                              |                               |                               |                               |
| MMA | Marcovia 2000 Marki           | 1                             |                               |
| Oznaczenia: - kolumna pierwsza – skróty nazw drużyn, - kolumna trzecia – miejsce zajęte w poprzednim sezonie. |                               |                               |                               |

Objaśnienia:
1. Korona Ostrołęka wygrała baraż o awans do IV ligi z ŁKS-em Łochów.

### Tabela
| Lp. | Drużyna                 | M  | Z  | R  | P  | Bramki | Bramki | Różn. | Pkt | Uwagi                       | Bezpośrednio |
| --- | ----------------------- | -- | -- | -- | -- | ------ | ------ | ----- | --- | --------------------------- | ------------ |
| 1   | Hutnik Warszawa (M) (A) | 30 | 25 | 3  | 2  | 86     | 19     | +67   | 78  | Awans do III ligi           |              |
| 2   | Bug Wyszków             | 30 | 20 | 4  | 6  | 65     | 35     | +30   | 64  |                             |              |
| 3   | Marcovia 2000 Marki     | 30 | 15 | 10 | 5  | 45     | 36     | +9    | 55  |                             |              |
| 4   | Huragan Wołomin         | 30 | 16 | 5  | 9  | 57     | 43     | +14   | 53  |                             |              |
| 5   | Nadnarwianka Pułtusk    | 30 | 15 | 7  | 8  | 44     | 38     | +6    | 52  |                             |              |
| 6   | MKS Przasnysz           | 30 | 15 | 2  | 13 | 69     | 51     | +18   | 47  |                             |              |
| 7   | Wisła II Płock          | 30 | 13 | 3  | 14 | 49     | 35     | +14   | 42  | WP2 - SUL 1:1 SUL - WP2 1:4 |              |
| 8   | Victoria Sulejówek      | 30 | 12 | 6  | 12 | 41     | 41     | 0     | 42  | WP2 - SUL 1:1 SUL - WP2 1:4 |              |
| 9   | Mławianka Mława         | 30 | 11 | 6  | 13 | 43     | 48     | −5    | 39  | MŁA - ŻUR 0:0 ŻUR - MŁA 0:1 |              |
| 10  | Wkra Żuromin            | 30 | 11 | 6  | 13 | 33     | 46     | −13   | 39  | MŁA - ŻUR 0:0 ŻUR - MŁA 0:1 |              |
| 11  | Kasztelan Sierpc        | 30 | 10 | 8  | 12 | 53     | 53     | 0     | 38  |                             |              |
| 12  | Tęcza 34 Płońsk         | 30 | 9  | 3  | 18 | 26     | 56     | −30   | 30  |                             |              |
| 13  | MKS Ciechanów1 (B)      | 30 | 8  | 3  | 19 | 41     | 69     | −28   | 27  | Baraże o utrzymanie         |              |
| 14  | Korona Ostrołęka (S)    | 30 | 6  | 8  | 16 | 35     | 57     | −22   | 26  | Spadek do klasy okręgowej   |              |
| 15  | Iskra Krasne (S)        | 30 | 6  | 6  | 18 | 34     | 66     | −32   | 24  | Spadek do klasy okręgowej   |              |
| 16  | Kryształ Glinojeck (S)  | 30 | 6  | 4  | 20 | 36     | 74     | −38   | 22  | Spadek do klasy okręgowej   |              |

### Baraże o utrzymanie
W barażach o utrzymanie brały udział drużyny z 13. miejsc z obu grup mazowieckich IV ligi. Zwycięzca utrzymywał się na tym poziomie rozgrywkowym.
| 23 lipca 2011 | Okęcie Warszawa                                                                   | 4:0   | MKS Ciechanów |  |
|               | 27' Maciej Kowalik · 71' Damian Rożej · 76' Aleksander Eibl · 90' Przemysław Rawa | (1:0) |               |  |

| 26 czerwca 2011 | MKS Ciechanów    | 1:1   | Okęcie Warszawa     |  |
|                 | 11' Patryk Tosik | (1:0) | 70' Aleksander Eibl |  |

Zwycięzca: Okęcie Warszawa
Uwaga!
Pomimo porażki w barażach, MKS Ciechanów utrzymał się ze względu na poszerzenie grupy północnej do 17 drużyn.

## Grupa IX (opolska)

### Drużyny
| Uczestnicy poprzedniej edycji                                                                                 | Uczestnicy poprzedniej edycji | Uczestnicy poprzedniej edycji | Uczestnicy poprzedniej edycji |
| --- | ----------------------------- | ----------------------------- | ----------------------------- |
| SWO | Swornica Czarnowąsy           | 3                             |                               |
| PAC | Sparta Paczków                | 4                             |                               |
| GŁU | Polonia Głubczyce             | 5                             |                               |
| STB | Stal Brzeg                    | 7                             |                               |
| ŁUB | Śląsk Łubniany                | 8                             |                               |
| LEW | Olimpia Lewin Brzeski         | 10                            |                               |
| SKM | Silesius Kotórz Mały          | 11                            |                               |
| GKG | GKS Grodków                   | 12                            |                               |
| PNY | Polonia Nysa                  | 131                           |                               |
| Spadek z III ligi 2009/2010                                                                                   |                               |                               |                               |
| grupa IV |                               |                               |                               |
| TOR | TOR Dobrzeń Wielki            | 14                            |                               |
| NAM | Start Namysłów                | 15                            |                               |
| Awans z klasy okręgowej 2009/2010                                                                             |                               |                               |                               |
| grupa opolska I                                                                                               |                               |                               |                               |
| LIG | LZS Ligota Turawska           | 1                             |                               |
| RWG | Rolnik Wierzbica Górna        | 2                             |                               |
| grupa opolska II                                                                                              |                               |                               |                               |
| PPR | Pogoń Prudnik                 | 1                             |                               |
| POP | Piast Strzelce Opolskie       | 2                             |                               |
| Oznaczenia: - kolumna pierwsza – skróty nazw drużyn, - kolumna trzecia – miejsce zajęte w poprzednim sezonie. |                               |                               |                               |

Objaśnienia:
1. GKS Starościn wycofał się po zakończeniu sezonu, w związku z czym w lidze dodatkowo utrzymała się Polonia Nysa.

### Tabela
| Lp. | Drużyna                    | M  | Z  | R  | P  | Bramki | Bramki | Różn. | Pkt | Uwagi                       | Bezpośrednio |
| --- | -------------------------- | -- | -- | -- | -- | ------ | ------ | ----- | --- | --------------------------- | ------------ |
| 1   | TOR Dobrzeń Wielki (M) (A) | 30 | 19 | 7  | 4  | 73     | 27     | +46   | 64  | Awans do III ligi           |              |
| 2   | Start Namysłów (A)         | 30 | 19 | 6  | 5  | 70     | 25     | +45   | 63  | Awans do III ligi           |              |
| 3   | Polonia Głubczyce          | 30 | 17 | 10 | 3  | 66     | 25     | +41   | 61  |                             |              |
| 4   | Rolnik Wierzbica Górna1    | 30 | 16 | 7  | 7  | 45     | 23     | +22   | 55  | Drużyna wycofana            |              |
| 5   | Swornica Czarnowąsy        | 30 | 16 | 6  | 8  | 58     | 43     | +15   | 54  |                             |              |
| 6   | Pogoń Prudnik              | 30 | 13 | 9  | 8  | 38     | 28     | +10   | 48  |                             |              |
| 7   | Olimpia Lewin Brzeski      | 30 | 12 | 5  | 13 | 46     | 48     | −2    | 41  |                             |              |
| 8   | Sparta Paczków             | 30 | 12 | 4  | 14 | 45     | 54     | −9    | 40  |                             |              |
| 9   | Piast Strzelce Opolskie    | 30 | 10 | 6  | 14 | 41     | 49     | −8    | 36  |                             |              |
| 10  | Polonia Nysa               | 30 | 9  | 7  | 14 | 39     | 63     | −24   | 34  |                             |              |
| 11  | LZS Ligota Turawska        | 30 | 9  | 6  | 15 | 59     | 82     | −23   | 33  | LIG - STB 3:0 STB - LIG 1:4 |              |
| 12  | Stal Brzeg                 | 30 | 9  | 6  | 15 | 41     | 50     | −9    | 33  | LIG - STB 3:0 STB - LIG 1:4 |              |
| 13  | Śląsk Łubniany             | 30 | 7  | 9  | 14 | 34     | 48     | −14   | 30  | ŁUB - SKM 1:0 SKM - ŁUB 0:0 |              |
| 14  | Silesius Kotórz Mały1      | 30 | 7  | 9  | 14 | 33     | 44     | −11   | 30  | ŁUB - SKM 1:0 SKM - ŁUB 0:0 |              |
| 15  | Start Dobrodzień (S)       | 30 | 6  | 6  | 18 | 38     | 69     | −31   | 24  | Spadek do klasy okręgowej   |              |
| 16  | GKS Grodków (S)            | 30 | 7  | 1  | 22 | 26     | 74     | −48   | 22  | Spadek do klasy okręgowej   |              |

## Grupa X (podkarpacka)

### Drużyny
| Uczestnicy poprzedniej edycji                                                                                 | Uczestnicy poprzedniej edycji | Uczestnicy poprzedniej edycji | Uczestnicy poprzedniej edycji |
| --- | ----------------------------- | ----------------------------- | ----------------------------- |
| OPR | Orzeł Przeworsk               | 3                             |                               |
| ŻUR | Żurawianka Żurawica           | 4                             |                               |
| LEŻ | Pogoń Leżajsk                 | 5                             |                               |
| KOL | Kolbuszowianka Kolbuszowa     | 6                             |                               |
| ZAC | KS Zaczernie                  | 7                             |                               |
| KAŃ | MKS Kańczuga                  | 8                             |                               |
| NIS | Sokół Nisko                   | 9                             |                               |
| PIL | Rzemieślnik Pilzno            | 10                            |                               |
| JKS | JKS 1909 Jarosław             | 11                            |                               |
| MAL | Strumyk Malawa                | 12                            |                               |
| Spadek z III ligi 2009/2010                                                                                   |                               |                               |                               |
| grupa VIII |                               |                               |                               |
| DĘB | Wisłoka Dębica                | 16                            |                               |
| Awans z klasy okręgowej 2009/2010                                                                             |                               |                               |                               |
| grupa Dębica                                                                                                  |                               |                               |                               |
| LSM | Lechia Sędziszów Małopolski   | 1                             |                               |
| grupa Jarosław                                                                                                |                               |                               |                               |
| PTU | Piast Tuczempy                | 1                             |                               |
| grupa Krosno                                                                                                  |                               |                               |                               |
| RAC | Rafineria/Czarni Jasło        | 1                             |                               |
| grupa Rzeszów                                                                                                 |                               |                               |                               |
| CKR | Crasnovia Krasne              | 1                             |                               |
| grupa Stalowa Wola                                                                                            |                               |                               |                               |
| NDĘ | Stal Nowa Dęba                | 1                             |                               |
| Oznaczenia: - kolumna pierwsza – skróty nazw drużyn, - kolumna trzecia – miejsce zajęte w poprzednim sezonie. |                               |                               |                               |

### Tabela
| Lp. | Drużyna                         | M  | Z  | R  | P  | Bramki | Bramki | Różn. | Pkt | Uwagi                       | Bezpośrednio |
| --- | ------------------------------- | -- | -- | -- | -- | ------ | ------ | ----- | --- | --------------------------- | ------------ |
| 1   | KS Zaczernie (M) (A)            | 30 | 17 | 5  | 8  | 50     | 23     | +27   | 56  | Awans do III ligi           |              |
| 2   | Strumyk Malawa (A)              | 30 | 14 | 12 | 4  | 35     | 24     | +11   | 54  | Awans do III ligi           |              |
| 3   | Rafineria/Czarni Jasło          | 30 | 14 | 9  | 7  | 39     | 25     | +14   | 51  |                             |              |
| 4   | JKS 1909 Jarosław               | 30 | 12 | 13 | 5  | 40     | 21     | +19   | 49  |                             |              |
| 5   | Rzemieślnik Pilzno              | 30 | 13 | 9  | 8  | 38     | 26     | +12   | 48  |                             |              |
| 6   | Wisłoka Dębica                  | 30 | 12 | 9  | 9  | 42     | 35     | +7    | 45  | DĘB - PTU 2:1 PTU - DĘB 1:1 |              |
| 7   | Piast Tuczempy                  | 30 | 12 | 9  | 9  | 37     | 26     | +11   | 45  | DĘB - PTU 2:1 PTU - DĘB 1:1 |              |
| 8   | Crasnovia Krasne                | 30 | 12 | 7  | 11 | 43     | 36     | +7    | 43  |                             |              |
| 9   | Orzeł Przeworsk                 | 30 | 12 | 5  | 13 | 42     | 38     | +4    | 41  |                             |              |
| 10  | Stal Nowa Dęba                  | 30 | 9  | 10 | 11 | 32     | 36     | −4    | 37  | NDĘ - LEŻ 0:0 LEŻ - NDĘ 0:1 |              |
| 11  | Pogoń Leżajsk                   | 30 | 9  | 10 | 11 | 27     | 20     | +7    | 37  | NDĘ - LEŻ 0:0 LEŻ - NDĘ 0:1 |              |
| 12  | Żurawianka Żurawica             | 30 | 10 | 6  | 14 | 21     | 46     | −25   | 36  |                             |              |
| 13  | Sokół Nisko                     | 30 | 10 | 5  | 15 | 33     | 40     | −7    | 35  |                             |              |
| 14  | Kolbuszowianka Kolbuszowa (S)   | 30 | 8  | 9  | 13 | 28     | 47     | −19   | 33  | Spadek do klasy okręgowej   |              |
| 15  | Lechia Sędziszów Małopolski (S) | 30 | 8  | 6  | 16 | 32     | 49     | −17   | 30  | Spadek do klasy okręgowej   |              |
| 16  | MKS Kańczuga (S)                | 30 | 2  | 8  | 20 | 22     | 69     | −47   | 14  | Spadek do klasy okręgowej   |              |

## Grupa XI (podlaska)

### Drużyny
| Uczestnicy poprzedniej edycji                                                                                 | Uczestnicy poprzedniej edycji | Uczestnicy poprzedniej edycji | Uczestnicy poprzedniej edycji |
| --- | ----------------------------- | ----------------------------- | ----------------------------- |
| ŁOM | ŁKS 1926 Łomża                | 32                            |                               |
| CRS | Cresovia Siemiatycze          | 4                             |                               |
| MIC | KS Michałowo                  | 5                             |                               |
| HEB | Hetman Białystok              | 6                             |                               |
| WBI | Włókniarz Białystok           | 7                             |                               |
| SUR | Znicz Suraż                   | 8                             |                               |
| PIB | Piast Białystok               | 9                             |                               |
| ZAB | Rudnia Zabłudów               | 10                            |                               |
| TYK | Hetman Tykocin                | 11                            |                               |
| AUG | Sparta Augustów               | 12                            |                               |
| GGR | Gryf Gródek                   | 13                            |                               |
| Spadek z III ligi 2009/2010                                                                                   |                               |                               |                               |
| grupa V |                               |                               |                               |
| MIE | MKS Mielnik                   | 141                           |                               |
| KOL | Orzeł Kolno                   | 151                           |                               |
| TBP | Tur Bielsk Podlaski           | 16                            |                               |
| Awans z klasy okręgowej 2009/2010                                                                             |                               |                               |                               |
| grupa podlaska                                                                                                |                               |                               |                               |
| NAR | LZS Narewka                   | 1                             |                               |
| PŁO | Perspektywa Łomża             | 2                             |                               |
| Oznaczenia: - kolumna pierwsza – skróty nazw drużyn, - kolumna trzecia – miejsce zajęte w poprzednim sezonie. |                               |                               |                               |

Objaśnienia:
1. W związku z utrzymaniem w II lidze OKS-u 1945 Olsztyn w III lidze, gr. V pozostało jedno wolne miejsce, które przypadło MKS-owi Mielnik. Drużyna ta zrezygnowała jednak z utrzymania, w związku z czym utrzymanie uzyskał Orzeł Kolno. Ostatecznie jednak z wycofania się z III ligi zrezygnował Motor Lubawa, przez co Orzeł Kolno spadł do IV ligi.
2. ŁKS Łomża przed sezonem zmienił nazwę na ŁKS 1926 Łomża.

### Tabela
| Lp. | Drużyna                | M  | Z  | R  | P  | Bramki | Bramki | Różn. | Pkt | Uwagi                       | Bezpośrednio |
| --- | ---------------------- | -- | -- | -- | -- | ------ | ------ | ----- | --- | --------------------------- | ------------ |
| 1   | ŁKS 1926 Łomża (M) (A) | 30 | 27 | 3  | 0  | 103    | 25     | +78   | 84  | Awans do III ligi           |              |
| 2   | Orzeł Kolno (A)        | 30 | 19 | 4  | 7  | 74     | 32     | +42   | 61  | Awans do III ligi           |              |
| 3   | Hetman Tykocin         | 30 | 16 | 4  | 10 | 41     | 29     | +12   | 52  |                             |              |
| 4   | Znicz Suraż            | 30 | 16 | 3  | 11 | 66     | 49     | +17   | 51  |                             |              |
| 5   | MKS Mielnik            | 30 | 13 | 7  | 10 | 60     | 53     | +7    | 46  |                             |              |
| 6   | Gryf Gródek            | 30 | 12 | 6  | 12 | 46     | 57     | −11   | 42  |                             |              |
| 7   | Cresovia Siemiatycze   | 30 | 12 | 5  | 13 | 45     | 40     | +5    | 41  |                             |              |
| 8   | LZS Narewka            | 30 | 10 | 10 | 10 | 44     | 44     | 0     | 40  |                             |              |
| 9   | Włókniarz Białystok    | 30 | 11 | 6  | 13 | 49     | 51     | −2    | 39  | WBI - AUG 1:1 AUG - WBI 2:3 |              |
| 10  | Sparta Augustów        | 30 | 10 | 9  | 11 | 48     | 48     | 0     | 39  | WBI - AUG 1:1 AUG - WBI 2:3 |              |
| 11  | KS Michałowo           | 30 | 9  | 9  | 12 | 35     | 51     | −16   | 36  |                             |              |
| 12  | Hetman Białystok       | 30 | 9  | 7  | 14 | 53     | 64     | −11   | 34  |                             |              |
| 13  | Tur Bielsk Podlaski    | 30 | 9  | 6  | 15 | 46     | 63     | −17   | 33  |                             |              |
| 14  | Perspektywa Łomża      | 30 | 9  | 4  | 17 | 56     | 71     | −15   | 31  |                             |              |
| 15  | Piast Białystok (S)    | 30 | 6  | 8  | 16 | 30     | 60     | −30   | 26  | Spadek do klasy okręgowej   |              |
| 16  | Rudnia Zabłudów (S)    | 30 | 4  | 5  | 21 | 18     | 90     | −72   | 17  | Spadek do klasy okręgowej   |              |

## Grupa XII (pomorska)

### Drużyny
| Uczestnicy poprzedniej edycji                                                                                 | Uczestnicy poprzedniej edycji | Uczestnicy poprzedniej edycji | Uczestnicy poprzedniej edycji |
| --- | ----------------------------- | ----------------------------- | ----------------------------- |
| GRT | Gryf 2009 Tczew               | 3                             |                               |
| PEL | Wierzyca Pelplin              | 4                             |                               |
| MAL | Pomezania Malbork             | 5                             |                               |
| HRG | Huragan Przodkowo             | 6                             |                               |
| PPO | Pomorze Potęgowo              | 7                             |                               |
| SZT | Olimpia Sztum                 | 8                             |                               |
| DZI | Powiśle Dzierzgoń             | 9                             |                               |
| WSK | Wietcisa Skarszewy            | 10                            |                               |
| KOD | Koral Dębnica                 | 11                            |                               |
| NDG | Żuławy Nowy Dwór Gdański      | 12                            |                               |
| Awans z klasy okręgowej 2009/2010                                                                             |                               |                               |                               |
| grupa Gdańsk I                                                                                                |                               |                               |                               |
| GKO | GKS Kolbudy                   | 1                             |                               |
| MRZ | Start Mrzezino                | 2                             |                               |
| grupa Gdańsk II                                                                                               |                               |                               |                               |
| PPR | Pogoń Prabuty                 | 1                             |                               |
| GKL | Grom Kleszczewo               | 2                             |                               |
| grupa Słupsk                                                                                                  |                               |                               |                               |
| UST | Jantar Ustka                  | 1                             |                               |
| PĘP | GKS Pęplino                   | 2                             |                               |
| Oznaczenia: - kolumna pierwsza – skróty nazw drużyn, - kolumna trzecia – miejsce zajęte w poprzednim sezonie. |                               |                               |                               |

### Tabela
| Lp. | Drużyna                      | M  | Z  | R  | P  | Bramki | Bramki | Różn. | Pkt | Uwagi                       | Bezpośrednio              |
| --- | ---------------------------- | -- | -- | -- | -- | ------ | ------ | ----- | --- | --------------------------- | ------------------------- |
| 1   | Gryf 2009 Tczew (M) (A)      | 30 | 22 | 2  | 6  | 90     | 33     | +57   | 68  | Awans do III ligi           |                           |
| 2   | Koral Dębnica (A)            | 30 | 17 | 5  | 8  | 73     | 36     | +37   | 56  | Awans do III ligi           |                           |
| 3   | Pomorze Potęgowo             | 30 | 16 | 7  | 7  | 46     | 28     | +18   | 55  |                             |                           |
| 4   | Jantar Ustka                 | 30 | 16 | 6  | 8  | 61     | 36     | +25   | 54  |                             |                           |
| 5   | Huragan Przodkowo            | 30 | 14 | 9  | 7  | 55     | 32     | +23   | 51  |                             |                           |
| 6   | Powiśle Dzierzgoń            | 30 | 12 | 10 | 8  | 48     | 39     | +9    | 46  | DZI - MAL 2:0 MAL - DZI 1:1 |                           |
| 7   | Pomezania Malbork            | 30 | 13 | 7  | 10 | 40     | 30     | +10   | 46  | DZI - MAL 2:0 MAL - DZI 1:1 |                           |
| 8   | Wietcisa Skarszewy           | 30 | 12 | 7  | 11 | 42     | 57     | −15   | 43  |                             |                           |
| 9   | Wierzyca Pelplin             | 30 | 12 | 6  | 12 | 64     | 57     | +7    | 42  |                             |                           |
| 10  | Olimpia Sztum                | 30 | 11 | 8  | 11 | 37     | 41     | −4    | 41  | SZT - NDG 0:0 NDG - SZT 1:1 |                           |
| 11  | Żuławy Nowy Dwór Gdański (S) | 30 | 12 | 5  | 13 | 38     | 51     | −13   | 41  | SZT - NDG 0:0 NDG - SZT 1:1 | Spadek do klasy okręgowej |
| 12  | Grom Kleszczewo1             | 30 | 12 | 4  | 14 | 40     | 47     | −7    | 40  | Drużyna wycofana            |                           |
| 13  | GKS Kolbudy (S)              | 30 | 10 | 7  | 13 | 50     | 57     | −7    | 37  | Spadek do klasy okręgowej   |                           |
| 14  | GKS Pęplino (S)              | 30 | 5  | 9  | 16 | 30     | 67     | −37   | 24  | Spadek do klasy okręgowej   |                           |
| 15  | Start Mrzezino (S)           | 30 | 4  | 4  | 22 | 24     | 68     | −44   | 16  | Spadek do klasy okręgowej   |                           |
| 16  | Pogoń Prabuty (S)            | 30 | 2  | 4  | 24 | 18     | 77     | −59   | 10  | Spadek do klasy okręgowej   |                           |

## Grupa XIII (śląska I)

### Drużyny
| Uczestnicy poprzedniej edycji                                                                                 | Uczestnicy poprzedniej edycji | Uczestnicy poprzedniej edycji | Uczestnicy poprzedniej edycji |
| --- | ----------------------------- | ----------------------------- | ----------------------------- |
| grupa śląska I                                                                                                |                               |                               |                               |
| SRM | Sarmacja Będzin               | 2                             |                               |
| SKC | Skra Częstochowa              | 3                             |                               |
| VIC | Victoria Jaworzno             | 42                            |                               |
| WCH | Wyzwolenie Chorzów            | 5                             |                               |
| GMY | Górnik 09 Mysłowice           | 6                             |                               |
| CIO | Przyszłość Ciochowice         | 7                             |                               |
| SRŚ | Slavia Ruda Śląska            | 8                             |                               |
| OTR | Olimpia Truskolasy            | 9                             |                               |
| CZS | Czarni Sosnowiec              | 10                            |                               |
| DGÓ | Zagłębiak Dąbrowa Górnicza    | 11                            |                               |
| CZĘ | KS Częstochowa                | 12                            |                               |
| WES | Górnik Wesoła                 | 13                            |                               |
| ŻAR | Zieloni Żarki                 | 141                           |                               |
| grupa śląska II                                                                                               |                               |                               |                               |
| RĘD | Unia Rędziny                  | 71                            |                               |
| Awans z klasy okręgowej 2009/2010                                                                             |                               |                               |                               |
| grupa Częstochowa                                                                                             |                               |                               |                               |
| KAM | LKS Kamienica Polska          | 1                             |                               |
| grupa Katowice II                                                                                             |                               |                               |                               |
| SZJ | Szczakowianka Jaworzno        | 1                             |                               |
| Oznaczenia: - kolumna pierwsza – skróty nazw drużyn, - kolumna trzecia – miejsce zajęte w poprzednim sezonie. |                               |                               |                               |

Objaśnienia:
1. W związku z przeniesieniem Unii Rędziny z grupy śląskiej II do grupy śląskiej I postanowiono zorganizować baraże o utrzymanie pomiędzy 14. drużynami z obu grup - Zielonymi Żarki i Górnikiem Pszów. Uczestnicy barażu zmienili się po odwołaniu Unii Racibórz, która w wyniku protestu otrzymała punkty w wyniku walkowera za mecz z Gwarkiem Ornontowice i uzyskała utrzymanie, a Górnik Pszów spadł do klasy okręgowej. W wyniki tych zmian w barażach o utrzymanie miał zawalczyć AKS Mikołów. Ostatecznie jednak zrezygnowano z barażu i obie drużyny utrzymały się na poziomie IV ligi[2].
2. Victoria Jaworzno wycofała się po rundzie jesiennej.

### Tabela
| Lp. | Drużyna                        | M  | Z  | R  | P  | Bramki | Bramki | Różn. | Pkt | Uwagi                       | Bezpośrednio     |
| --- | ------------------------------ | -- | -- | -- | -- | ------ | ------ | ----- | --- | --------------------------- | ---------------- |
| 1   | Szczakowianka Jaworzno (M) (A) | 30 | 21 | 4  | 5  | 69     | 25     | +44   | 67  | Awans do III ligi           |                  |
| 2   | Skra Częstochowa2 (A)          | 30 | 20 | 5  | 5  | 63     | 24     | +39   | 65  | Awans do III ligi           |                  |
| 3   | KS Częstochowa                 | 30 | 18 | 4  | 8  | 64     | 30     | +34   | 58  |                             |                  |
| 4   | Sarmacja Będzin                | 30 | 16 | 8  | 6  | 54     | 34     | +20   | 56  |                             |                  |
| 5   | Górnik Wesoła                  | 30 | 17 | 4  | 9  | 51     | 28     | +23   | 55  | WES - WCH 2:0 WCH - WES 0:1 |                  |
| 6   | Wyzwolenie Chorzów             | 30 | 16 | 7  | 7  | 60     | 34     | +26   | 55  | WES - WCH 2:0 WCH - WES 0:1 |                  |
| 7   | LKS Kamienica Polska           | 30 | 13 | 5  | 12 | 38     | 42     | −4    | 44  |                             |                  |
| 8   | Zagłębiak Dąbrowa Górnicza     | 30 | 13 | 3  | 14 | 49     | 51     | −2    | 42  |                             |                  |
| 9   | Przyszłość Ciochowice          | 30 | 11 | 6  | 13 | 48     | 44     | +4    | 39  |                             |                  |
| 10  | Czarni Sosnowiec               | 30 | 9  | 10 | 11 | 43     | 42     | +1    | 37  | CZS - OTR 3:0 OTR - CZS 1:1 |                  |
| 11  | Olimpia Truskolasy3            | 30 | 11 | 4  | 15 | 45     | 52     | −7    | 37  | CZS - OTR 3:0 OTR - CZS 1:1 | Drużyna wycofana |
| 12  | Slavia Ruda Śląska             | 30 | 8  | 10 | 12 | 41     | 51     | −10   | 34  |                             |                  |
| 13  | Unia Rędziny                   | 30 | 9  | 5  | 16 | 40     | 80     | −40   | 32  | RĘD - GMY 5:1 GMY - RĘD 3:0 |                  |
| 14  | Górnik 09 Mysłowice            | 30 | 9  | 5  | 16 | 48     | 51     | −3    | 32  | RĘD - GMY 5:1 GMY - RĘD 3:0 |                  |
| 15  | Zieloni Żarki2                 | 30 | 3  | 7  | 20 | 20     | 65     | −45   | 16  |                             |                  |
| 16  | Victoria Jaworzno1             | 30 | 1  | 3  | 26 | 5      | 85     | −80   | 6   | Drużyna wycofana            |                  |

## Grupa XIV (śląska II)

### Drużyny
| Uczestnicy poprzedniej edycji                                                                                 | Uczestnicy poprzedniej edycji | Uczestnicy poprzedniej edycji | Uczestnicy poprzedniej edycji |
| --- | ----------------------------- | ----------------------------- | ----------------------------- |
| ORN | Gwarek Ornontowice            | 21                            |                               |
| MRK | MRKS Czechowice-Dziedzice     | 3                             |                               |
| ROG | Przyszłość Rogów              | 4                             |                               |
| CZN | LKS Czaniec                   | 5                             |                               |
| POR | Zapora Porąbka                | 6                             |                               |
| REK | Rekord Bielsko-Biała          | 8                             |                               |
| GRŚ | Grunwald Ruda Śląska          | 9                             |                               |
| ŻOR | KS Żory                       | 10                            |                               |
| MKL | Polonia Marklowice            | 11                            |                               |
| UNR | Unia Racibórz                 | 121                           |                               |
| BOJ | GTS Bojszowy                  | 13                            |                               |
| MIK | AKS Mikołów                   | 141                           |                               |
| Awans z klasy okręgowej 2009/2010                                                                             |                               |                               |                               |
| grupa Bielsko-Biała                                                                                           |                               |                               |                               |
| PO2 | Podbeskidzie II Bielsko-Biała | 1                             |                               |
| grupa Katowice I                                                                                              |                               |                               |                               |
| NAG | Nadwiślan Góra                | 1                             |                               |
| grupa Katowice III                                                                                            |                               |                               |                               |
| RYD | Naprzód Rydułtowy             | 1                             |                               |
| grupa Katowice IV                                                                                             |                               |                               |                               |
| CAR | Carbo Gliwice                 | 1                             |                               |
| Oznaczenia: - kolumna pierwsza – skróty nazw drużyn, - kolumna trzecia – miejsce zajęte w poprzednim sezonie. |                               |                               |                               |

| Uczestnicy dołączeni do ligi | Uczestnicy dołączeni do ligi |
| ---------------------------- | ---------------------------- |
| Odra II Wodzisław Śląski     | -2,3                         |

Objaśnienia:
1. W związku z przeniesieniem Unii Rędziny z grupy śląskiej II do grupy śląskiej I postanowiono zorganizować baraże o utrzymanie pomiędzy 14. drużynami z obu grup - Zielonymi Żarki i Górnikiem Pszów. Uczestnicy barażu zmienili się po odwołaniu Unii Racibórz, która w wyniku protestu otrzymała punkty w wyniku walkowera za mecz z Gwarkiem Ornontowice i uzyskała utrzymanie, a Górnik Pszów spadł do klasy okręgowej. W wyniki tych zmian w barażach o utrzymanie miał zawalczyć AKS Mikołów. Ostatecznie jednak zrezygnowano z barażu i obie drużyny utrzymały się na poziomie IV ligi[2].
2. Odra II Wodzisław Śląski została dokooptowana do rozgrywek.
3. Odra II Wodzisław Śląski wycofała się po 9. kolejce.

### Tabela
| Lp. | Drużyna                       | M  | Z  | R  | P  | Bramki | Bramki | Różn. | Pkt | Uwagi                             | Bezpośrednio                                                   |
| --- | ----------------------------- | -- | -- | -- | -- | ------ | ------ | ----- | --- | --------------------------------- | -------------------------------------------------------------- |
| 1   | Przyszłość Rogów (M) (A)      | 30 | 20 | 6  | 4  | 50     | 22     | +28   | 66  | Awans do III ligi                 |                                                                |
| 2   | Rekord Bielsko-Biała          | 30 | 19 | 5  | 6  | 77     | 31     | +46   | 62  |                                   |                                                                |
| 3   | MRKS Czechowice-Dziedzice     | 30 | 17 | 8  | 5  | 71     | 35     | +36   | 59  |                                   |                                                                |
| 4   | LKS Czaniec                   | 30 | 16 | 6  | 8  | 46     | 32     | +14   | 54  |                                   |                                                                |
| 5   | Podbeskidzie II Bielsko-Biała | 30 | 14 | 9  | 7  | 67     | 41     | +26   | 51  |                                   |                                                                |
| 6   | Nadwiślan Góra                | 30 | 14 | 7  | 9  | 61     | 48     | +13   | 49  |                                   |                                                                |
| 7   | AKS Mikołów                   | 30 | 13 | 6  | 11 | 44     | 40     | +4    | 45  |                                   |                                                                |
| 8   | GTS Bojszowy                  | 30 | 11 | 7  | 12 | 59     | 64     | −5    | 40  |                                   |                                                                |
| 9   | Gwarek Ornontowice            | 30 | 10 | 8  | 12 | 46     | 57     | −11   | 38  |                                   |                                                                |
| 10  | Grunwald Ruda Śląska2         | 30 | 8  | 10 | 12 | 61     | 57     | +4    | 34  | Przeniesienie do grupy śląskiej I | GRŚ: 9 pkt, różn. +9 MKL: 6 pkt, różn. -2 UNR: 3 pkt, różn. -7 |
| 11  | Polonia Marklowice            | 30 | 8  | 10 | 12 | 35     | 40     | −5    | 34  |                                   | GRŚ: 9 pkt, różn. +9 MKL: 6 pkt, różn. -2 UNR: 3 pkt, różn. -7 |
| 12  | Unia Racibórz                 | 30 | 10 | 4  | 16 | 43     | 72     | −29   | 34  |                                   | GRŚ: 9 pkt, różn. +9 MKL: 6 pkt, różn. -2 UNR: 3 pkt, różn. -7 |
| 13  | Naprzód Rydułtowy             | 30 | 8  | 6  | 16 | 48     | 71     | −23   | 30  |                                   |                                                                |
| 14  | KS Żory                       | 30 | 6  | 9  | 15 | 35     | 55     | −20   | 27  |                                   |                                                                |
| 15  | Zapora Porąbka (S)            | 30 | 5  | 7  | 18 | 34     | 77     | −43   | 22  | Spadek do klasy okręgowej         |                                                                |
| 16  | Carbo Gliwice (S)             | 30 | 3  | 8  | 19 | 38     | 73     | −35   | 17  | Spadek do klasy okręgowej         |                                                                |
| -   | Odra II Wodzisław Śląski1     | 0  | 0  | 0  | 0  | 0      | 0      | 0     | 0   | Drużyna wycofana                  |                                                                |

## Grupa XV (świętokrzyska)

### Drużyny
| Uczestnicy poprzedniej edycji                                                                                 | Uczestnicy poprzedniej edycji   | Uczestnicy poprzedniej edycji | Uczestnicy poprzedniej edycji |
| --- | ------------------------------- | ----------------------------- | ----------------------------- |
| PST | Pogoń 1945 Staszów              | 3                             |                               |
| KS2 | KSZO II Ostrowiec Świętokrzyski | 4                             |                               |
| ALO | Alit Ożarów                     | 5                             |                               |
| WSA | Wisła Sandomierz                | 6                             |                               |
| ŁYS | Łysica Bodzentyn                | 7                             |                               |
| GSK | Granat Skarżysko-Kamienna       | 8                             |                               |
| ŁAG | ŁKS Łagów                       | 9                             |                               |
| SKW | Sparta Kazimierza Wielka        | 10                            |                               |
| PRA | Partyzant Radoszyce             | 11                            |                               |
| SDA | Spartakus Daleszyce             | 12                            |                               |
| PIA | Piaskowianka Piaski             | 13                            |                               |
| NKO | Neptun Końskie                  | 14                            |                               |
| Spadek z III ligi 2009/2010                                                                                   |                                 |                               |                               |
| grupa VII |                                 |                               |                               |
| KAJ | Lubrzanka Kajetanów             | 16                            |                               |
| WŁO | Hetman Włoszczowa               | 18                            |                               |
| Awans z klasy okręgowej 2009/2010                                                                             |                                 |                               |                               |
| grupa świętokrzyska                                                                                           |                                 |                               |                               |
| NOW | GKS Nowiny                      | 1                             |                               |
| LST | Lechia Strawczyn                | 2                             |                               |
| Oznaczenia: - kolumna pierwsza – skróty nazw drużyn, - kolumna trzecia – miejsce zajęte w poprzednim sezonie. |                                 |                               |                               |

### Tabela
| Lp. | Drużyna                           | M  | Z  | R | P  | Bramki | Bramki | Różn. | Pkt | Uwagi                       | Bezpośrednio                |
| --- | --------------------------------- | -- | -- | - | -- | ------ | ------ | ----- | --- | --------------------------- | --------------------------- |
| 1   | Granat Skarżysko-Kamienna (M) (A) | 30 | 20 | 8 | 2  | 71     | 23     | +48   | 68  | Awans do III ligi           |                             |
| 2   | Łysica Bodzentyn (A)              | 30 | 20 | 6 | 4  | 64     | 21     | +43   | 66  | Awans do III ligi           |                             |
| 3   | Pogoń 1945 Staszów                | 30 | 18 | 5 | 7  | 55     | 27     | +28   | 59  |                             | POG - WIS 2:1 WIS - POG 0:2 |
| 4   | Wisła Sandomierz                  | 30 | 17 | 8 | 5  | 56     | 31     | +25   | 59  |                             | POG - WIS 2:1 WIS - POG 0:2 |
| 5   | Sparta Kazimierza Wielka          | 30 | 13 | 9 | 8  | 38     | 32     | +6    | 48  |                             |                             |
| 6   | Lubrzanka Kajetanów               | 30 | 12 | 8 | 10 | 42     | 35     | +7    | 44  |                             |                             |
| 7   | Alit Ożarów                       | 30 | 13 | 3 | 14 | 42     | 49     | −7    | 42  | ALI - HET 2:2 HET - ALI 1:2 |                             |
| 8   | Hetman Włoszczowa                 | 30 | 12 | 6 | 12 | 35     | 32     | +3    | 42  | ALI - HET 2:2 HET - ALI 1:2 |                             |
| 9   | ŁKS Łagów                         | 30 | 11 | 8 | 11 | 36     | 37     | −1    | 41  |                             |                             |
| 10  | Partyzant Radoszyce               | 30 | 12 | 4 | 14 | 38     | 48     | −10   | 40  |                             |                             |
| 11  | GKS Nowiny                        | 30 | 10 | 6 | 14 | 32     | 38     | −6    | 36  |                             |                             |
| 12  | KSZO II Ostrowiec Świętokrzyski2  | 30 | 10 | 6 | 14 | 45     | 43     | +2    | 36  | Drużyna rozwiązana          |                             |
| 13  | Spartakus Razem Daleszyce1        | 30 | 6  | 8 | 16 | 41     | 57     | −16   | 26  |                             | SPA - PIA 1:2 PIA - SPA 1:4 |
| 14  | Piaskowianka Piaski2              | 30 | 7  | 5 | 18 | 24     | 66     | −42   | 26  |                             | SPA - PIA 1:2 PIA - SPA 1:4 |
| 15  | Neptun Końskie (S)                | 30 | 5  | 7 | 18 | 19     | 51     | −32   | 22  | Spadek do klasy okręgowej   |                             |
| 16  | Lechia Strawczyn (S)              | 30 | 6  | 1 | 23 | 31     | 79     | −48   | 19  | Spadek do klasy okręgowej   |                             |

## Grupa XVI (warmińsko-mazurska)

### Drużyny
| Uczestnicy poprzedniej edycji                                                                                 | Uczestnicy poprzedniej edycji | Uczestnicy poprzedniej edycji | Uczestnicy poprzedniej edycji |
| --- | ----------------------------- | ----------------------------- | ----------------------------- |
| PŁE | Płomień Ełk                   | 3                             |                               |
| ELB | Olimpia 2004 Elbląg           | 4                             |                               |
| KĘT | Granica Kętrzyn               | 5                             |                               |
| WIK | GKS Wikielec                  | 6                             |                               |
| BPS | Błękitni Pasym                | 7                             |                               |
| SOS | Sokół Ostróda                 | 8                             |                               |
| ROM | Rominta Gołdap                | 9                             |                               |
| STN | Start Nidzica                 | 10                            |                               |
| ORN | Błękitni Orneta               | 11                            |                               |
| PIS | Pisa Barczewo                 | 12                            |                               |
| PAS | Polonia Pasłęk                | 13                            |                               |
| ZKU | Zamek Kurzętnik               | 14                            |                               |
| BIS | Tęcza Biskupiec               | 15                            |                               |
| MSZ | MKS Szczytno                  | 16                            |                               |
| Awans z klasy okręgowej 2009/2010                                                                             |                               |                               |                               |
| grupa warmińsko-mazurska I                                                                                    |                               |                               |                               |
| OK2 | OKS 1945 II Olsztyn           | 1                             |                               |
| grupa warmińsko-mazurska II                                                                                   |                               |                               |                               |
| OLO | Olimpia Olsztynek             | 1                             |                               |
| Oznaczenia: - kolumna pierwsza – skróty nazw drużyn, - kolumna trzecia – miejsce zajęte w poprzednim sezonie. |                               |                               |                               |

### Tabela
| Lp. | Drużyna                 | M  | Z  | R | P  | Bramki | Bramki | Różn. | Pkt | Uwagi                       | Bezpośrednio |
| --- | ----------------------- | -- | -- | - | -- | ------ | ------ | ----- | --- | --------------------------- | ------------ |
| 1   | Granica Kętrzyn (M) (A) | 30 | 24 | 1 | 5  | 91     | 30     | +61   | 73  | Awans do III ligi           |              |
| 2   | Olimpia 2004 Elbląg (A) | 30 | 22 | 3 | 5  | 71     | 23     | +48   | 69  | Awans do III ligi           |              |
| 3   | Płomień Ełk             | 30 | 19 | 6 | 5  | 65     | 15     | +50   | 63  |                             |              |
| 4   | OKS 1945 II Olsztyn     | 30 | 19 | 4 | 7  | 55     | 39     | +16   | 61  |                             |              |
| 5   | Start Nidzica           | 30 | 14 | 5 | 11 | 37     | 35     | +2    | 47  |                             |              |
| 6   | Błękitni Pasym          | 30 | 14 | 3 | 13 | 51     | 53     | −2    | 45  |                             |              |
| 7   | Pisa Barczewo           | 30 | 14 | 2 | 14 | 38     | 34     | +4    | 44  |                             |              |
| 8   | Rominta Gołdap          | 30 | 13 | 4 | 13 | 48     | 41     | +7    | 43  | ROM - BIS 5:1 BIS - ROM 2:3 |              |
| 9   | Tęcza Biskupiec         | 30 | 14 | 1 | 15 | 57     | 67     | −10   | 43  | ROM - BIS 5:1 BIS - ROM 2:3 |              |
| 10  | Polonia Pasłęk          | 30 | 12 | 6 | 12 | 31     | 44     | −13   | 42  |                             |              |
| 11  | GKS Wikielec            | 30 | 11 | 8 | 11 | 34     | 45     | −11   | 41  |                             |              |
| 12  | Sokół Ostróda           | 30 | 11 | 7 | 12 | 38     | 37     | +1    | 40  |                             |              |
| 13  | MKS Szczytno (S)        | 30 | 7  | 4 | 19 | 25     | 52     | −27   | 25  | Spadek do klasy okręgowej   |              |
| 14  | Olimpia Olsztynek (S)   | 30 | 6  | 2 | 22 | 27     | 54     | −27   | 20  | Spadek do klasy okręgowej   |              |
| 15  | Błękitni Orneta (S)     | 30 | 5  | 2 | 23 | 33     | 81     | −48   | 17  | Spadek do klasy okręgowej   |              |
| 16  | Zamek Kurzętnik (S)     | 30 | 4  | 4 | 22 | 20     | 71     | −51   | 16  | Spadek do klasy okręgowej   |              |

## Grupa XVII (wielkopolska południe)

### Drużyny
| Uczestnicy poprzedniej edycji                                                                                 | Uczestnicy poprzedniej edycji   | Uczestnicy poprzedniej edycji | Uczestnicy poprzedniej edycji |
| --- | ------------------------------- | ----------------------------- | ----------------------------- |
| PKO | Płomyk Koźminiec                | 2                             |                               |
| PLE | Stal Pleszew                    | 3                             |                               |
| KLE | Sokół Kleczew                   | 4                             |                               |
| WRZ | Victoria Września               | 5                             |                               |
| PIA | Korona Piaski                   | 6                             |                               |
| PĘP | Dąbroczanka Pępowo              | 7                             |                               |
| OKŁ | Olimpia Koło                    | 8                             |                               |
| SŁU | SKP Słupca                      | 9                             |                               |
| KOŹ | Biały Orzeł Koźmin Wielkopolski | 10                            |                               |
| DĄB | Zryw Dąbie                      | 114                           |                               |
| KOŚ | Obra Kościan                    | 121                           |                               |
| GOŁ | LKS Gołuchów                    | 132                           |                               |
| Awans z klasy okręgowej 2009/2010                                                                             |                                 |                               |                               |
| grupa Kalisz                                                                                                  |                                 |                               |                               |
| COW | Centra Ostrów Wielkopolski      | 1                             |                               |
| VOS | Victoria Ostrzeszów             | 23                            |                               |
| grupa Konin                                                                                                   |                                 |                               |                               |
| KON | Sparta Konin                    | 1                             |                               |
| grupa Leszno                                                                                                  |                                 |                               |                               |
| MGÓ | Sparta Miejska Górka            | 1                             |                               |
| Oznaczenia: - kolumna pierwsza – skróty nazw drużyn, - kolumna trzecia – miejsce zajęte w poprzednim sezonie. |                                 |                               |                               |

Objaśnienia:
1. Obra Kościan wygrała baraże o utrzymanie w IV lidze z Gromem Wolsztyn.
2. LKS Gołuchów wygrał baraże o utrzymanie w IV lidze z Zniczem Władysławów.
3. Victoria Ostrzeszów wygrała baraże o awans do IV ligi z Krobianką Krobia.
4. Zryw Dąbie wycofał się po 19. kolejce.

### Tabela
| Lp. | Drużyna                         | M  | Z  | R  | P  | Bramki | Bramki | Różn. | Pkt | Uwagi                                                          | Bezpośrednio |
| --- | ------------------------------- | -- | -- | -- | -- | ------ | ------ | ----- | --- | -------------------------------------------------------------- | ------------ |
| 1   | Sokół Kleczew (M) (A)           | 30 | 21 | 6  | 3  | 85     | 21     | +64   | 69  | Awans do III ligi                                              |              |
| 2   | Centra Ostrów Wielkopolski      | 30 | 18 | 4  | 8  | 60     | 33     | +27   | 58  |                                                                |              |
| 3   | Płomyk Koźminiec                | 30 | 18 | 3  | 9  | 63     | 44     | +19   | 57  |                                                                |              |
| 4   | Obra Kościan                    | 30 | 15 | 9  | 6  | 52     | 36     | +16   | 54  |                                                                |              |
| 5   | Victoria Września               | 30 | 15 | 8  | 7  | 58     | 36     | +22   | 53  |                                                                |              |
| 6   | LKS Gołuchów                    | 30 | 15 | 7  | 8  | 48     | 36     | +12   | 52  |                                                                |              |
| 7   | Dąbroczanka Pępowo              | 30 | 14 | 7  | 9  | 53     | 39     | +14   | 49  |                                                                |              |
| 8   | SKP Słupca                      | 30 | 13 | 6  | 11 | 46     | 37     | +9    | 45  |                                                                |              |
| 9   | Stal Pleszew                    | 30 | 13 | 3  | 14 | 40     | 47     | −7    | 42  |                                                                |              |
| 10  | Korona Piaski                   | 30 | 8  | 12 | 10 | 38     | 41     | −3    | 36  | PIA: 7 pkt, różn. -1 KOŹ: 5 pkt, różn. +2 KON: 4 pkt, różn. -1 |              |
| 11  | Biały Orzeł Koźmin Wielkopolski | 30 | 11 | 3  | 16 | 44     | 60     | −16   | 36  | PIA: 7 pkt, różn. -1 KOŹ: 5 pkt, różn. +2 KON: 4 pkt, różn. -1 |              |
| 12  | Sparta Konin                    | 30 | 10 | 6  | 14 | 33     | 47     | −14   | 36  | PIA: 7 pkt, różn. -1 KOŹ: 5 pkt, różn. +2 KON: 4 pkt, różn. -1 |              |
| 13  | Victoria Ostrzeszów             | 30 | 9  | 6  | 15 | 41     | 54     | −13   | 33  |                                                                |              |
| 14  | Olimpia Koło (S)                | 30 | 8  | 5  | 17 | 35     | 58     | −23   | 29  | Spadek do klasy okręgowej                                      |              |
| 15  | Sparta Miejska Górka (S)        | 30 | 4  | 4  | 22 | 22     | 74     | −52   | 16  | Spadek do klasy okręgowej                                      |              |
| 16  | Zryw Dąbie1                     | 30 | 2  | 3  | 25 | 24     | 81     | −57   | 9   | Drużyna wycofana                                               |              |

## Grupa XVIII (wielkopolska północ)

### Drużyny
| Uczestnicy poprzedniej edycji                                                                                 | Uczestnicy poprzedniej edycji | Uczestnicy poprzedniej edycji | Uczestnicy poprzedniej edycji |
| --- | ----------------------------- | ----------------------------- | ----------------------------- |
| ŚRW | Polonia Środa Wielkopolska    | 2                             |                               |
| LKO | 1922 Lechia Kostrzyn          | 3                             |                               |
| GRP | Grom Plewiska                 | 4                             |                               |
| MAR | Leśnik Margonin               | 5                             |                               |
| LUO | Luboński FC                   | 6                             |                               |
| SZA | Sparta Szamotuły              | 7                             |                               |
| CWR | Czarni Wróblewo               | 8                             |                               |
| SOK | Sokół Pniewy                  | 9                             |                               |
| LWÓ | Pogoń Lwówek                  | 10                            |                               |
| MIĘ | Warta Międzychód              | 111                           |                               |
| DAM | Sokół Damasławek              | 122                           |                               |
| TRZ | Zjednoczeni Trzemeszno        | 133                           |                               |
| Spadek z III ligi 2009/2010                                                                                   |                               |                               |                               |
| grupa II |                               |                               |                               |
| SPO | Sparta Oborniki               | 13                            |                               |
| Awans z klasy okręgowej 2009/2010                                                                             |                               |                               |                               |
| grupa Piła |                               |                               |                               |
| CHO | Polonia Chodzież              | 1                             |                               |
| grupa Poznań (wschód)                                                                                         |                               |                               |                               |
| MOS | 1920 Mosina                   | 1                             |                               |
| grupa Poznań (zachód)                                                                                         |                               |                               |                               |
| MGO | Concordia Murowana Goślina    | 1                             |                               |
| Oznaczenia: - kolumna pierwsza – skróty nazw drużyn, - kolumna trzecia – miejsce zajęte w poprzednim sezonie. |                               |                               |                               |

Objaśnienia:
1. Warta Międzychód wygrała baraże o utrzymanie w IV lidze z Błękitnymi Owińska.
2. Sokół Damasławek wygrał baraże o utrzymanie w IV lidze z Drawą Krzyż Pomorski.
3. Zjednoczeni Trzemeszno wygrali baraże o utrzymanie w IV lidze ze Świtem Piotrowo.

### Tabela
| Lp. | Drużyna                            | M  | Z  | R  | P  | Bramki | Bramki | Różn. | Pkt | Uwagi                     | Bezpośrednio                |
| --- | ---------------------------------- | -- | -- | -- | -- | ------ | ------ | ----- | --- | ------------------------- | --------------------------- |
| 1   | Polonia Środa Wielkopolska (M) (A) | 30 | 21 | 7  | 2  | 99     | 19     | +80   | 70  | Awans do III ligi         |                             |
| 2   | 1922 Lechia Kostrzyn               | 30 | 19 | 4  | 7  | 67     | 39     | +28   | 61  |                           |                             |
| 3   | Leśnik Margonin                    | 30 | 17 | 7  | 6  | 62     | 38     | +24   | 58  |                           |                             |
| 4   | Grom Plewiska                      | 30 | 16 | 9  | 5  | 56     | 24     | +32   | 57  |                           |                             |
| 5   | Pogoń Lwówek                       | 30 | 16 | 6  | 8  | 57     | 36     | +21   | 54  |                           |                             |
| 6   | Luboński FC                        | 30 | 13 | 10 | 7  | 66     | 29     | +37   | 49  |                           |                             |
| 7   | Zjednoczeni Trzemeszno             | 30 | 12 | 8  | 10 | 36     | 38     | −2    | 44  |                           |                             |
| 8   | Polonia Chodzież                   | 30 | 12 | 7  | 11 | 58     | 57     | +1    | 43  |                           |                             |
| 9   | Warta Międzychód                   | 30 | 12 | 3  | 15 | 45     | 68     | −23   | 39  |                           |                             |
| 10  | 1920 Mosina                        | 30 | 9  | 8  | 13 | 42     | 55     | −13   | 35  |                           |                             |
| 11  | Czarni Wróblewo                    | 30 | 8  | 8  | 14 | 51     | 58     | −7    | 32  |                           |                             |
| 12  | Sokół Pniewy (S)                   | 30 | 7  | 8  | 15 | 38     | 45     | −7    | 29  | Spadek do klasy okręgowej |                             |
| 13  | Concordia Murowana Goślina (S)     | 30 | 7  | 7  | 16 | 33     | 52     | −19   | 28  | Spadek do klasy okręgowej | MGO - SZA 1:2 SZA - MGO 1:2 |
| 14  | Sparta Szamotuły (S)               | 30 | 7  | 7  | 16 | 49     | 72     | −23   | 28  | Spadek do klasy okręgowej | MGO - SZA 1:2 SZA - MGO 1:2 |
| 15  | Sokół Damasławek (S)               | 30 | 6  | 6  | 18 | 21     | 54     | −33   | 24  | Spadek do klasy okręgowej |                             |
| 16  | Sparta Oborniki (S)                | 30 | 3  | 5  | 22 | 17     | 113    | −96   | 14  | Spadek do klasy okręgowej |                             |

## Grupa XIX (zachodniopomorska)

### Drużyny
| Uczestnicy poprzedniej edycji                                                                                 | Uczestnicy poprzedniej edycji  | Uczestnicy poprzedniej edycji | Uczestnicy poprzedniej edycji |
| --- | ------------------------------ | ----------------------------- | ----------------------------- |
| GRY | Gryf Kamień Pomorski           | 3                             |                               |
| HSZ | Hutnik Szczecin                | 4                             |                               |
| GOL | Ina Goleniów                   | 5                             |                               |
| SDO | Sarmata Dobra                  | 6                             |                               |
| WOL | Vineta Wolin                   | 7                             |                               |
| LRM | Leśnik/Rossa Manowo            | 8                             |                               |
| DDP | Drawa Drawsko Pomorskie        | 9                             |                               |
| WYB | Wybrzeże Rewalskie Rewal       | 101                           |                               |
| VPR | Victoria 95 Przecław           | 11                            |                               |
| PCW | Piast Chociwel                 | 12                            |                               |
| Spadek z III ligi 2009/2010                                                                                   |                                |                               |                               |
| grupa I |                                |                               |                               |
| AST | Astra Ustronie Morskie         | 15                            |                               |
| DSZ | Darzbór Szczecinek             | 16                            |                               |
| Awans z V ligi 2009/2010                                                                                      |                                |                               |                               |
| grupa Koszalin                                                                                                |                                |                               |                               |
| BAK | Bałtyk Koszalin                | 1                             |                               |
| CZA | Lech Czaplinek                 | 2                             |                               |
| grupa Szczecin                                                                                                |                                |                               |                               |
| KLU | Kluczevia Stargard Szczeciński | 1                             |                               |
| CHO | Odra Chojna                    | 2                             |                               |
| Oznaczenia: - kolumna pierwsza – skróty nazw drużyn, - kolumna trzecia – miejsce zajęte w poprzednim sezonie. |                                |                               |                               |

Objaśnienia:
1. Wybrzeże Rewalskie Rewal wycofał się po rundzie jesiennej.

### Tabela
| Lp. | Drużyna                        | M  | Z  | R  | P  | Bramki | Bramki | Różn. | Pkt | Uwagi                       | Bezpośrednio |
| --- | ------------------------------ | -- | -- | -- | -- | ------ | ------ | ----- | --- | --------------------------- | ------------ |
| 1   | Bałtyk Koszalin (M) (A)        | 30 | 20 | 8  | 2  | 85     | 31     | +54   | 68  | Awans do III ligi           |              |
| 2   | Drawa Drawsko Pomorskie (A)    | 30 | 19 | 7  | 4  | 84     | 33     | +51   | 64  | Awans do III ligi           |              |
| 3   | Gryf Kamień Pomorski           | 30 | 19 | 4  | 7  | 67     | 38     | +29   | 61  |                             |              |
| 4   | Vineta Wolin                   | 30 | 14 | 8  | 8  | 52     | 36     | +16   | 50  | WOL - GOL 2:0 GOL - WOL 1:0 |              |
| 5   | Ina Goleniów                   | 30 | 15 | 5  | 10 | 52     | 40     | +12   | 50  | WOL - GOL 2:0 GOL - WOL 1:0 |              |
| 6   | Astra Ustronie Morskie         | 30 | 14 | 6  | 10 | 68     | 54     | +14   | 48  |                             |              |
| 7   | Leśnik/Rossa Manowo            | 30 | 11 | 10 | 9  | 43     | 36     | +7    | 43  | LRM - SDO 2:0 SDO - LRM 0:0 |              |
| 8   | Sarmata Dobra                  | 30 | 12 | 7  | 11 | 43     | 47     | −4    | 43  | LRM - SDO 2:0 SDO - LRM 0:0 |              |
| 9   | Hutnik Szczecin                | 30 | 12 | 6  | 12 | 57     | 59     | −2    | 42  |                             |              |
| 10  | Lech Czaplinek                 | 30 | 11 | 7  | 12 | 50     | 50     | 0     | 40  |                             |              |
| 11  | Victoria 95 Przecław           | 30 | 11 | 4  | 15 | 37     | 59     | −22   | 37  | VPR - KLU 2:2 KLU - VPR 1:2 |              |
| 12  | Kluczevia Stargard Szczeciński | 30 | 10 | 7  | 13 | 49     | 56     | −7    | 37  | VPR - KLU 2:2 KLU - VPR 1:2 |              |
| 13  | Odra Chojna (S)                | 30 | 9  | 6  | 15 | 36     | 65     | −29   | 33  | Spadek do ligi okręgowej    |              |
| 14  | Piast Chociwel (S)             | 30 | 7  | 6  | 17 | 35     | 49     | −14   | 27  | Spadek do ligi okręgowej    |              |
| 15  | Darzbór Szczecinek (S)         | 30 | 8  | 2  | 20 | 40     | 71     | −31   | 26  | Spadek do ligi okręgowej    |              |
| 16  | Wybrzeże Rewalskie Rewal1      | 30 | 1  | 1  | 28 | 14     | 88     | −74   | 4   | Drużyna wycofana            |              |